# Misemono
Misemono (見世物?), "spettacoli" o "esibizioni", furono importanti eventi della cultura giapponese durante il periodo di Edo. Molti spettacoli di questo genere erano improvvisati e assai crudi.

## Storia
Il termine misemono riconduce al periodo Edo, sebbene alcuni discepoli di questa forma teatrale apparvero anche prima.
Gli spettacoli del Periodo Edo spesso miravano ad utilizzare il denaro guadagnato per sostenere i santuari locali o templi. Gli spettacoli non si soffermavano su un solo genere o stile teatrale ma anzi, accumulavano tutto quello che la tradizione popolare aveva da insegnare.